# Le Nid de rossignols
Le Nid de rossignols est un conte fantastique de Théophile Gautier publié pour la première fois en 1833 dans L'Amulette, étrennes à nos jeunes amis, 1834.

## Résumé
Dans un Moyen Âge de convention, Fleurette et Isabeau, deux cousines, sortent victorieuses d'un concours de chant où le maître rossignol trouve la mort. Elles s'épuiseront à leur tour dans leur activité musicale.